# Koubalova Lhota
Koubalova Lhota je malá vesnice, část obce Klučenice v okrese Příbram ve Středočeském kraji. Nachází se asi 1,5 kilometru severovýchodně od Klučenic. Vesnicí protéká Hrachovka. Je zde evidováno 26 adres. V roce 2011 zde trvale žilo 28 obyvatel.
Koubalova Lhota je také název katastrálního území o rozloze 2,13 km².

## Historie
První písemná zmínka o vesnici pochází z roku 1490.

### Vražda Vladimíra Mandíka
Dne 14. února 1951 byl během návratu ze zaměstnání na cestě za vsí zavražděn předseda MNV z Koubalovy Lhoty Vladimír Mandík. Tři domnělí pachatelé, místní soukromí zemědělci, Václav Junek, Alois Lacina a Karel Máša, byli ve veřejném politickém procesu, který se konal necelý měsíc po vraždě, odsouzeni k trestu smrti. Pouhých pět dní po vynesení rozsudku zamítl odvolání Nejvyšší soud, o den později odmítl udělit prezidentskou milost tehdejší prezident Klement Gottwald a další den již byli všichni tři odsouzení popraveni. Vyšetřování bylo přitom uzavřeno tendenčně a celý případ byl propagandisticky zneužit ve prospěch kolektivizace zemědělství.
Pozdější revize vyšetřování odhalila, že Mandík, ač byl předsedou MNV, měl naopak k procesu kolektivizace značné výhrady a tím se mohl stát nepohodlným svým spolustraníkům (dříve žil nějakou dobu v SSSR a o skutečných poměrech tam nemlčel). Rozsudek nad původními odsouzenými a popravenými byl v říjnu 1965 zrušen. Bylo přiznáno, že vyšetřování probíhalo účelově, diletantsky a že domnělí pachatelé se k vraždě doznali v důsledku velmi intenzivního fyzického a psychického nátlaku. Mimo to byla konstatována řada dalších nejasností (například nestandardně provedená pitva). Ve věci tří nevinně popravených vydalo Ministerstvo spravedlnosti ČR v roce 2020 veřejnou omluvu za průběh původního procesu. Konstatovalo, že poprava tří zemědělců z Koubalovy Lhoty byla justiční vraždou a omluvilo se za ní. Vražda Vladimíra Mandíka zůstává neobjasněna. Její vyšetřování po roce 1989 převzal Úřad dokumentace a vyšetřování zločinů komunismu. Vyšetřování dále probíhá, neboť případ je (na základě § 35 Trestního zákoníku) vyloučen z promlčení.
V Lašovicích byl v roce 1970 Junkovi, Lacinovi a Mášovi vystavěn společný náhrobek. V samotné Koubalově Lhotě se pak nachází památník Vladimíra Mandíka.

## Obyvatelstvo
| Rok            | 1869 | 1880 | 1890 | 1900 | 1910 | 1921 | 1930 | 1950 | 1961 | 1970 | 1980 | 1991 | 2001 | 2011 | 2021 |
| -------------- | ---- | ---- | ---- | ---- | ---- | ---- | ---- | ---- | ---- | ---- | ---- | ---- | ---- | ---- | ---- |
| Počet obyvatel | 162  | 172  | 161  | 184  | 150  | 150  | 115  | 86   | 72   | 69   | 58   | 41   | 36   | 28   | 25   |
| Počet domů     | 20   | 22   | 24   | 26   | 26   | 25   | 24   | 24   | 21   | 21   | 19   | 23   | 22   | 22   | 23   |

## Obecní správa
Při sčítání lidu v letech 1850–1976 Koubalova Lhota byla samostatnou obcí, se kterým patřila nejprve do okresu Milevsko, ale od roku 1960 v okrese Příbram. Od 1. dubna 1976 je částí obce Klučenice v okrese Příbram.

## Pamětihodnosti
- Na návsi se nachází kaple.
- Naproti kapli, v ohradní zdi je umístěný drobný kříž na kamenném podstavci.
- Na okraji vesnice a u turistické trasy 8140 se nachází kříže na zdobném, kamenném podstavci.

## Galerie

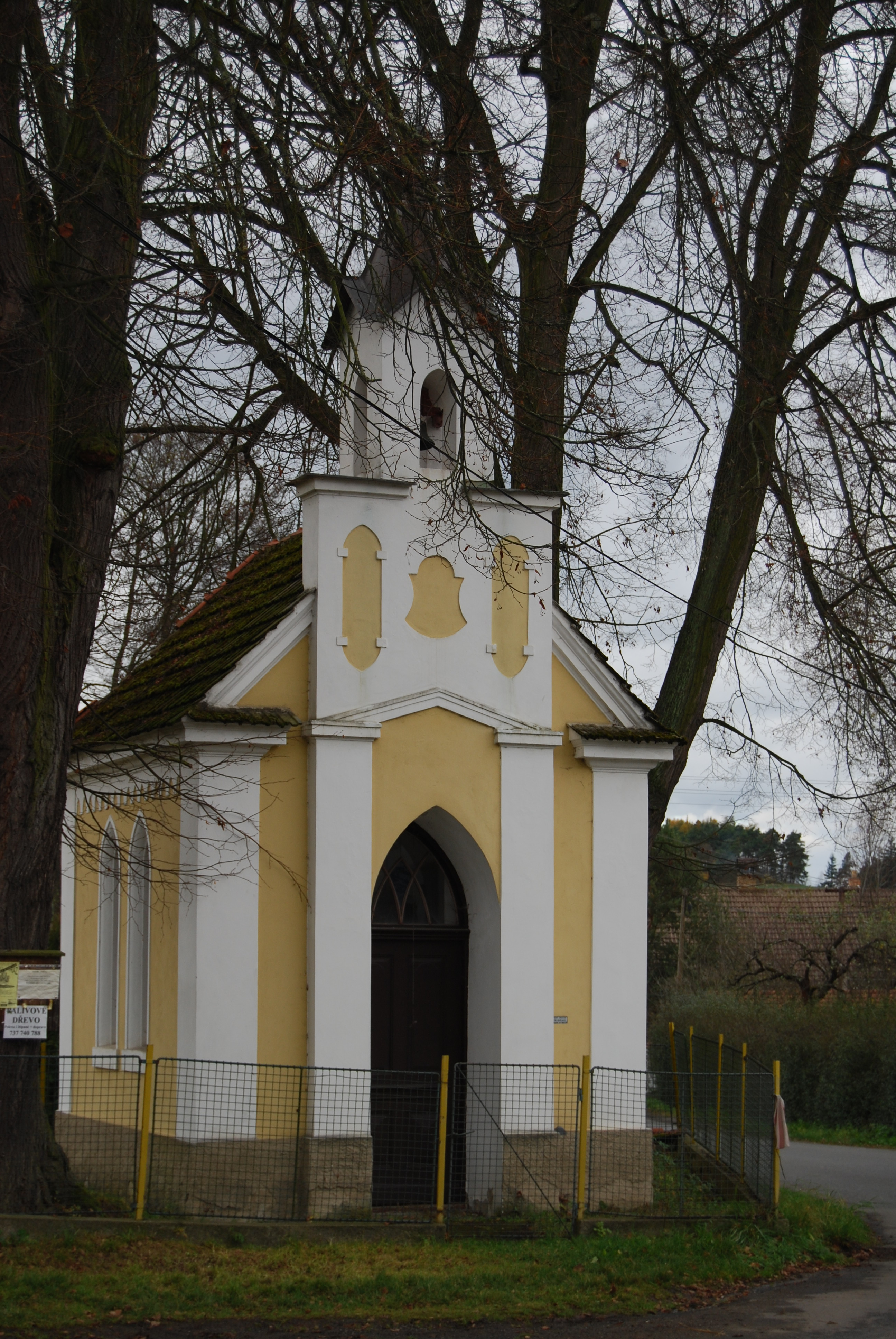
Návesní kaple
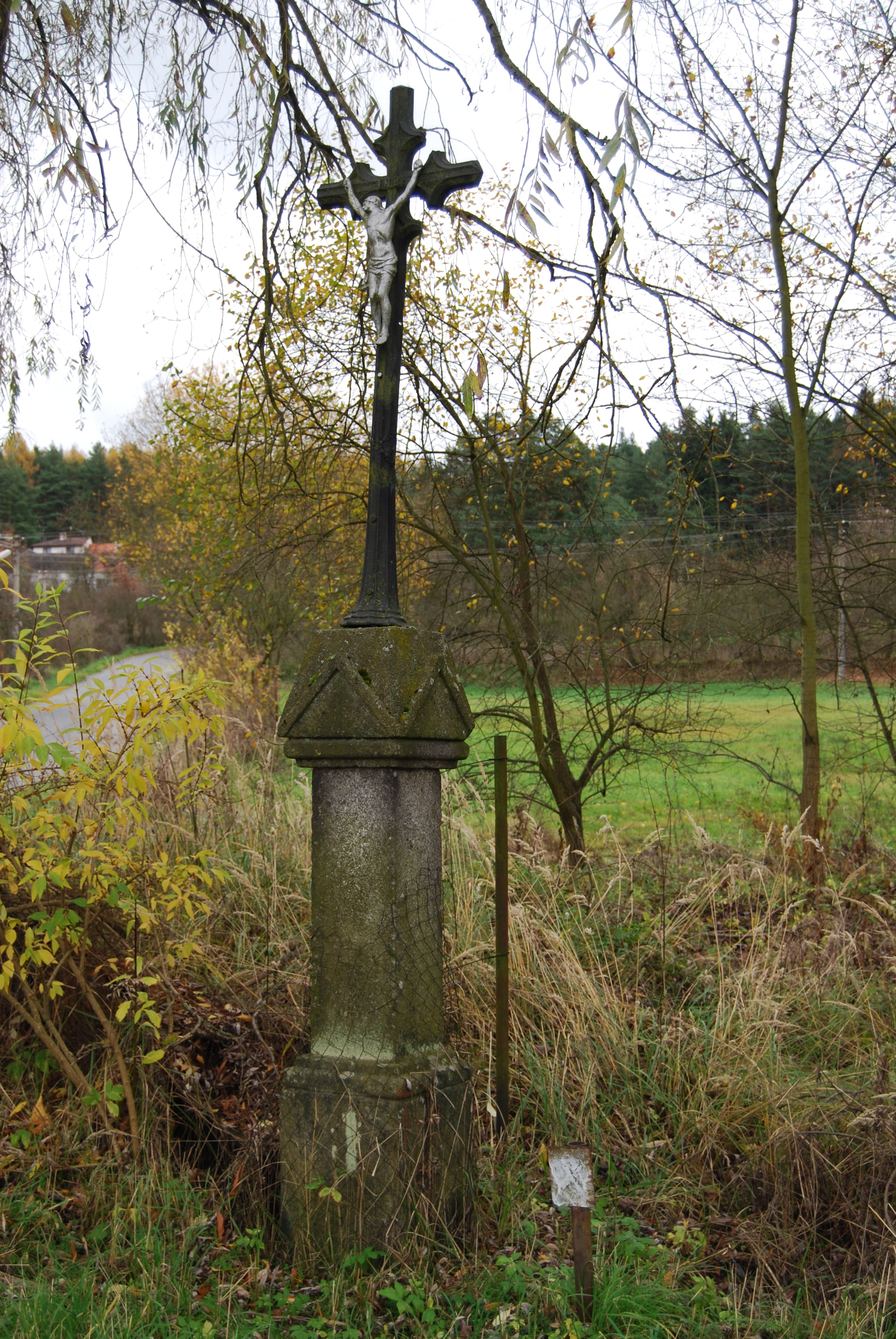
Kříž na okraji vesnice
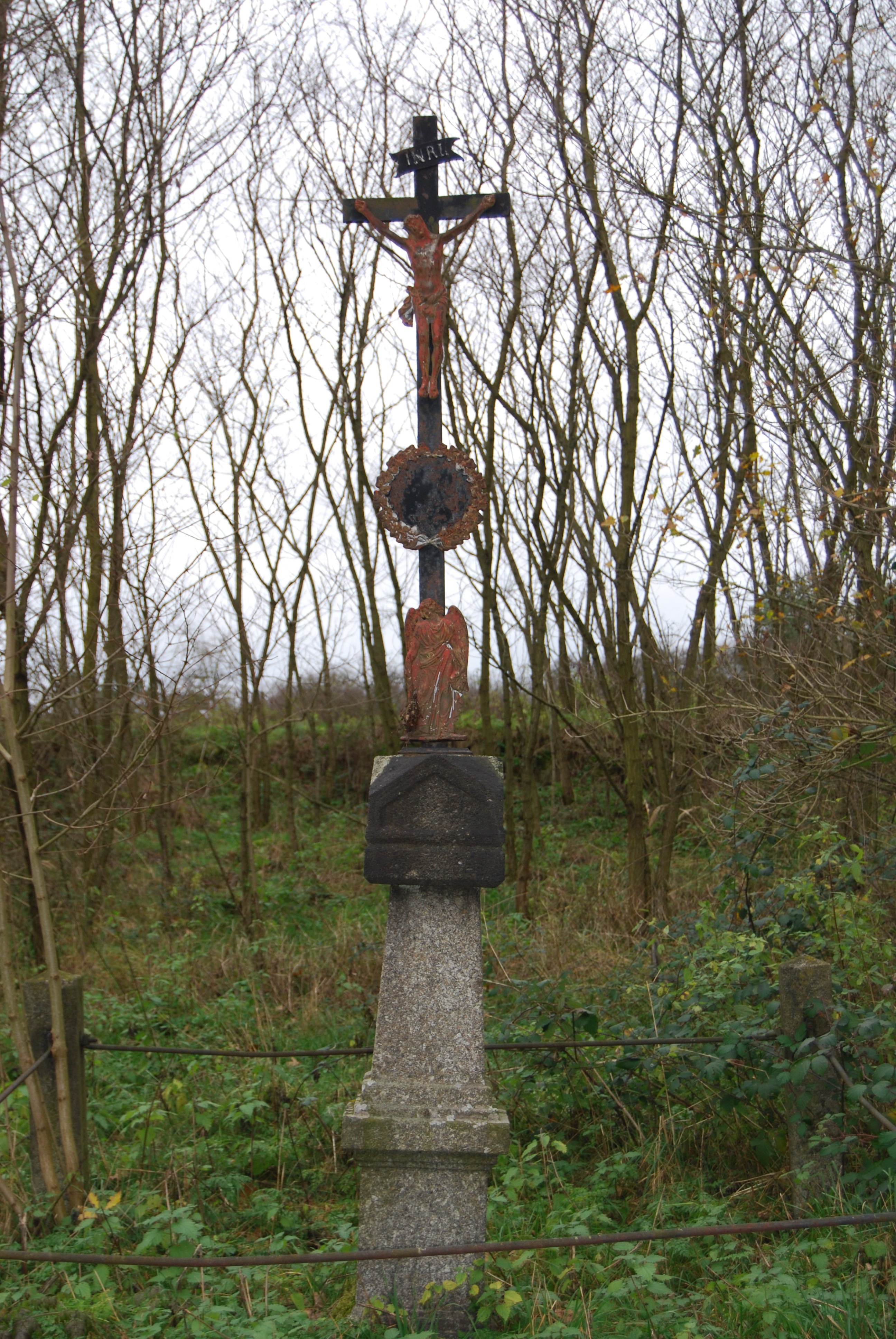
Kříž poblíž vsi
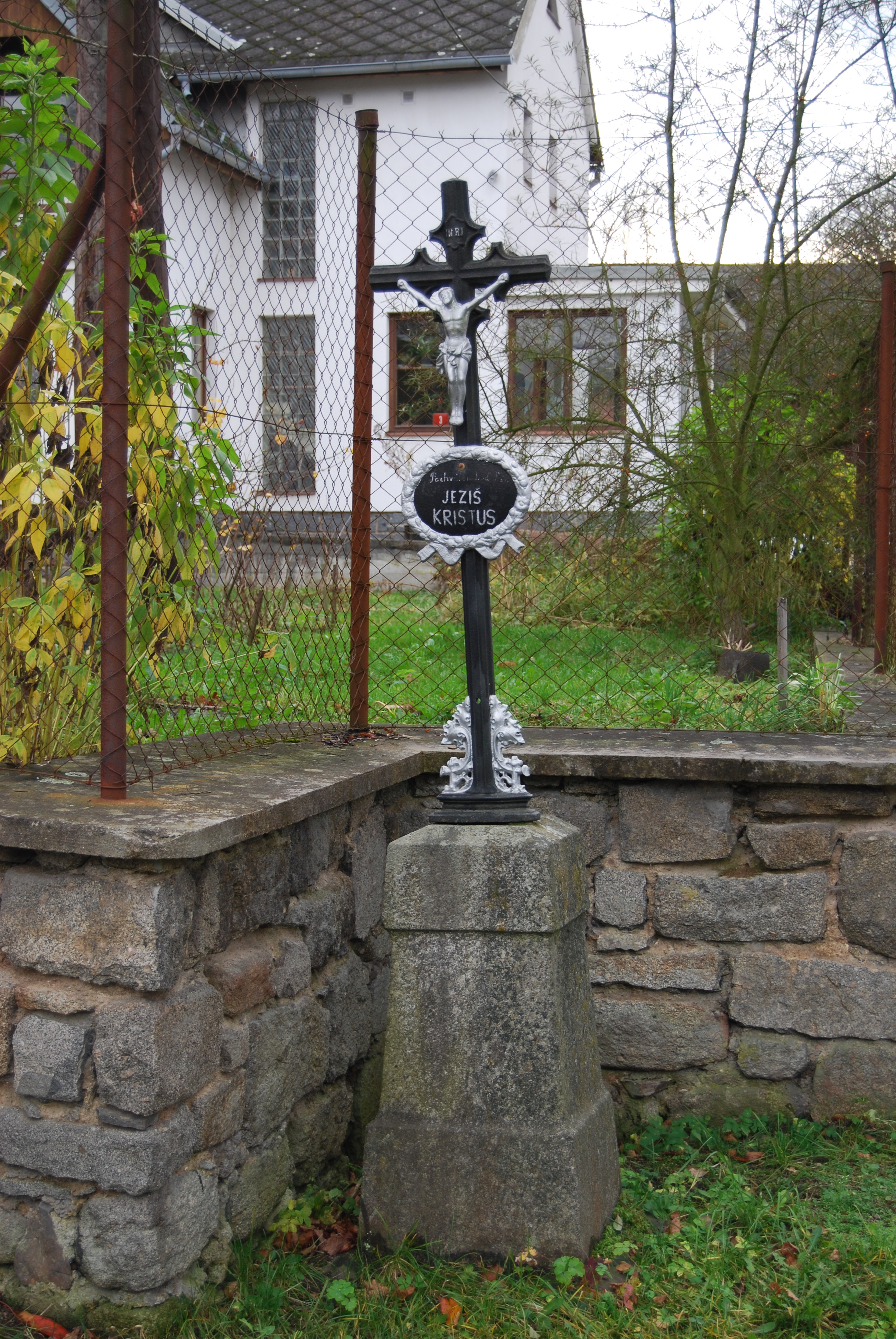
Kříž poblíž kaple